# Valentin Pavlov
Valentin Sergeyevich Pavlov (Russisch: Валентин Сергеевич Павлов) (Moskou, 26 september 1937 - aldaar, 30 maart 2003) was premier van de Sovjet-Unie tussen januari en augustus 1991. Hij was een van de leiders van de coup die in 1991 tegen Michail Gorbatsjov werd gepleegd.
Pavlov werkte sinds 1959 voor het ministerie van Financiën en werd daar in 1989 minister. In 1990 werd hij lid van het Politbureau. Toen Ryzjkov's regering viel, werd Pavlov premier.
Michail Gorbatsjov kreeg te maken met groeiende weerstand tegen zijn Perestrojka omdat die politiek een aantal onpopulaire maatregelen inhield en leidde tot hoge inflatie. De groeiende politieke crisis en zijn persoonlijk oppositiewerk tegen het nieuwe eenheidsplan van Gorbatsjov dat moest leiden tot meer decentralisatie van de macht in de USSR, brachten Pavlov ertoe zich aan te sluiten bij Gennadi Janajev, Boris Poego, Dmitri Jazov en andere opposanten in het Staatscomité voor de Noodtoestand. Dit comité organiseerde op 19 augustus 1991 de staatsgreep waarmee getracht werd Gorbatsjov uit zijn positie te zetten.
Na het mislukken van de coup, werd Pavlov als premier ontslagen op 22 augustus en gearresteerd op 29 augustus 1991. Na enkele maanden mocht hij de gevangenis verlaten en in mei 1994 kreeg hij amnestie. Na zijn vrijlating werd Pavlov hoofd van een commerciële bank en deed hij onderzoekswerk. Hij bleef de coup zijn leven lang verdedigen.